# 山地秀俊
山地 秀俊（やまじ ひでとし、1951年6月 - ）は、日本の会計学者。神戸大学経済経営研究所元教授。専門は、情報ディスクロージャー論・会計学。

## 経歴

### 学歴
- 昭和45年 3月 - 香川県立丸亀高等学校卒業
- 昭和49年 3月 - 関西学院大学経済学部卒業
- 昭和51年 3月 - 神戸大学大学院経営学研究科博士課程前期課程修了
- 昭和54年 3月 - 神戸大学大学院経営学研究科博士課程後期課程単位修得退学

### 職歴
- 昭和54年 4月 - 神戸大学経済経営研究所助手
- 昭和58年 1月 - 神戸大学経済経営研究所助教授
- 平成 7年 4月 - 神戸大学経済経営研究所教授
- 平成16年 4月-平成18年 3月 - 神戸大学経済経営研究所長
- 平成29年 3月 - 神戸大学定年退職

## 受賞歴
- 村尾育英会学術奨励賞「アメリカにおける現代会計制度の成立過程に関する研究」1995年
- 日本会計研究学会太田賞「会計情報公開制度の実証的研究」1986年